# Bois-Anzeray
Bois-Anzeray es una pequeña localidad y comuna francesa situada en la región de Normandía, departamento de Eure, en el distrito de Évreux y cantón de Rugles.

## Demografía
| 151 | 145 | 153 | 133 | 148 | 156 |
| Para los censos de 1962 a 1999 la población legal corresponde a la población sin duplicidades (Fuente: INSEE [Consultar]) |     |     |     |     |     |

## Lugares de interés
- Capilla de Saint-Denis, románica del siglo XII.
- Castillo de Cernay, del siglo XVIII.